# Branchiophryxus nyctiphanae
Branchiophryxus nyctiphanae là một loài chân đều trong họ Dajidae. Loài này được Caullery miêu tả khoa học năm 1897.